# Michele Gubitosa
Michele Gubitosa (Atripalda, 21 dicembre 1979) è un politico e imprenditore italiano, dal 23 marzo 2018 deputato alla Camera e dal 21 ottobre 2021 vicepresidente del Movimento 5 Stelle.

## Biografia

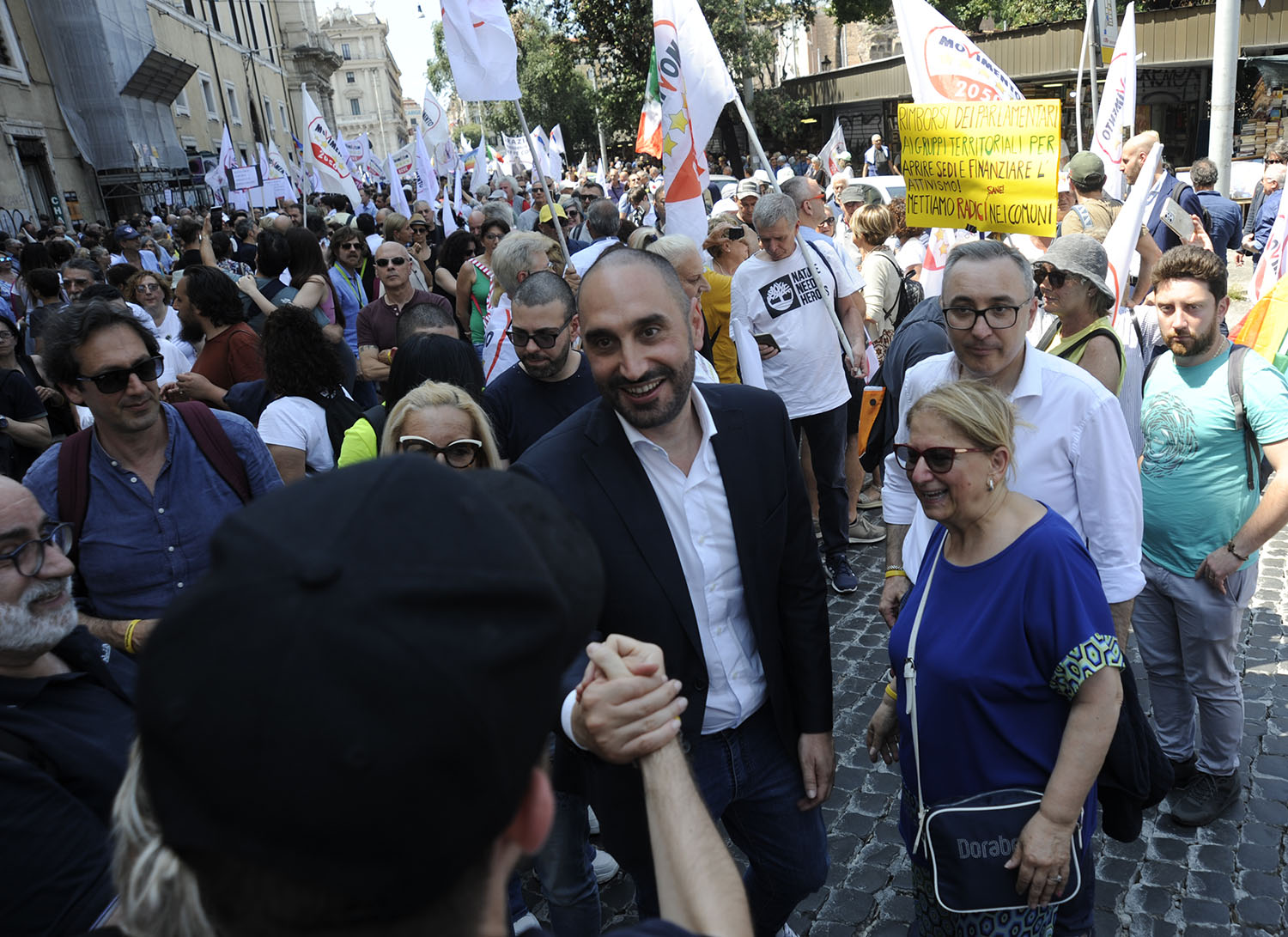
Michele Gubitosa alla manifestazione 5 Stelle Roma 17 giugno 2023

Originario di Montemiletto, comune in provincia di Avellino, subito dopo il diploma, nel 1997 fonda una società di manutenzione informatica, iniziando la propria attività imprenditoriale. Crea negli anni successivi un insieme di startup nel settore dell’Information Technology a sostegno di realtà aziendali.
Nel 2015 entra nel mondo del calcio come vicepresidente dell’U.S. Avellino 1912, in serie B, assumendo la carica di presidente nell’ottobre 2016. L’anno successivo cede le quote societarie, dimettendosi dall'incarico.

## Carriera politica

### Elezione a deputato
Iscritto al Movimento 5 Stelle (M5S), alle elezioni politiche del 2018 viene candidato alla Camera dei deputati nel collegio uninominale Campania 2 - 06 (Avellino) per il M5S, venendo eletto deputato con il 44,14% dei voti (pari a 62.611 preferenze) contro il candidato del centro-destra, in quota Forza Italia, Pietro Foglia (27,96%) e quello del centro-sinistra, in quota Italia Europa Insieme, Angelo Antonio D'Agostino (20,98%).
Nella XVIII legislatura della Repubblica è stato componente della Commissione speciale per l'esame degli atti urgenti presentati dal Governo (13-21 giugno 2018), della 5ª Commissione Bilancio, Tesoro e Programmazione della Camera (21 giugno 2018-27 giugno 2022), della Commissione parlamentare per la semplificazione (15 novembre 2018-12 ottobre 2022), della 4ª Commissione Difesa della Camera in sostituzione di Lorenzo Fioramonti, Mirella Liuzzi e Carlo Sibilia, della Commissione parlamentare d'inchiesta sulle cause del disastro della nave "Moby Prince" (17 giugno 2021-12 ottobre 2022), della 13ª Commissione Agricoltura (27 giugno-8 luglio 2022) e della 3ª Commissione Affari esteri e comunitari (8 luglio-12 ottobre 2022).

### Vicepresidente del M5S
Il 21 ottobre 2021 viene nominato vicepresidente del Movimento 5 Stelle, assieme a Paola Taverna, Mario Turco, Alessandra Todde e Riccardo Ricciardi, da Giuseppe Conte.
Alle elezioni politiche anticipate del 2022 viene ricandidato alla Camera per il Movimento 5 Stelle, sia nel collegio uninominale Campania 2 - 04 (Avellino), dove giunge terzo con il 25,88%, superato da Gianfranco Rotondi del centro-destra (32,91%) e da Maurizio Petracca del Partito Democratico (30,01%), sia come capolista nel collegio plurinominale Campania 2 - 02, dove riesce ad essere rieletto.
Nella XIX legislatura è componente della 4ª Commissione Difesa e della Commissione parlamentare antimafia.
Vicepresidente della commissione Finanze alla Camera dei Deputati
Il 10 giugno 2025 Michele Gubitosa è stato nominato vicepresidente della VI Commissione permanente (Finanze) della Camera dei deputati, nell’ambito della XIX legislatura. 

## Vita privata
Sposato con Raffaella Petrillo, ha un figlio nato nel 2015 di nome Gianvito. Vive a Montemiletto in provincia di Avellino.